# 台鐵CK100型蒸汽機車
CK100型蒸汽機關車（日治時為400型），為台灣總督府鐵道部及戰後臺灣鐵路管理局的支線客貨兩用之過熱式蒸汽機車，共有8輛。

## 出現、採購
1917年，日本自製過熱式蒸汽機關車成功，決定了日後台灣火車成為日系火車天下的命運，當時的台鐵，仍大量使用日本汽車株式會社製之50型（CK50型）14部，為縱貫線上牽引力較佳的主力車。總督府鐵道部為提升原有機車性能，向汽車會社購入原50型的改良型，以代替50型。此型車頭在1917年首度購入4部後，又於1919年增購4部，並被編為400型。

### 製造、引進年表
| 製造年 | 輛數 | 車號                     |
| ------ | ---- | ------------------------ |
| 1917年 | 4    | 400～403（CK101～CK104） |
| 1919年 | 4    | 404～407（CK105～CK108） |

## 構造
此型車與200型、300型同屬早期過熱式機車，本身承襲了原50號型的設計（軸配置與50號型同為1C1配置，中間動輪無輪緣），但已改成華氏汽門，機關車本身也已改成過熱式，提高了其蒸汽壓力及機械效能。
日治時期，400及401於大正六年7月啟用後，由於本身因為耗煤量少於50號型、操縱輕快，獲得大多好評。

### 基本資料
- 型式 CK100型
- 日治時期形式 E400形→C44形
- 在日同型車 常總鐵道8號、9號（僅相似而已）
- 號碼
  - 原車號 400～407
  - 1949年起 CK101～CK108
- 車輪配置 1C1（2-6-2）
- 飽合過熱別 過熱式
- 閥裝置（汽門） 華式
- 製造國（廠商） 日本（汽車製造會社）
- 購入年 1917～1919
- 車長 11405 毫米
- 車高 3596 毫米
- 車輪直徑
  - 動輪 125 公分
  - 臺車 76 公分
- 軸距
  - 引擎 8077 毫米
  - 動輪 3810 毫米
  - 固定 3810 毫米
- 連結面間長 11404 毫米
- 汽缸
  - 數目 2個
  - 直徑 406 毫米
  - 行程 559 毫米
  - 牽引力 8120kgw
- 鍋爐使用壓力 13kgw/cm²
- 傳熱面積（總計82.4m²）
  - 火箱 6.1m²
  - 煙管 57.7m²
  - 過熱 18.6m²
- 爐箆面積1.2m²
- 煙管
  - 大煙管
    - 直徑 127 毫米
    - 數目 12

  - 小煙管
    - 直徑 45 毫米
    - 數目 70

  - 管板內面距 3962 毫米
- 空氣軔機
  - 空氣壓縮機 240單式
  - 主儲氣筒容積 260×2
  - 引擎軔缸直徑、數目 254×2
  - 引擎軔機倍率 7.15
  - 軔率 0.554
- 容量
  - 煤櫃 1.8ton
  - 水櫃 6.8m³

## 特殊意義
此型車是汽車會社自行發展1C1實驗性質的水櫃式蒸汽機車，但本身只是發展時期的過客，在日本國內推銷失敗，日本國鐵內沒有量產型編號。當年購買此型車的，除台鐵外，尚有常總鐵道（後編為8號、9號，比400型多一砂箱），除此之外，並無其他私鐵採購，因此，在不久後此型車即停產，意外使此型車成了「台灣唯一」的珍寶，造就了1998年CK101復駛時，日人組團來台的「盛況」。

## 運用

### 日治
啟用之初，400與401原本配置於台北、基隆，用於宜蘭線前段，八輛全到齊之後轉往台中、嘉義，與50號型同用於幹線行駛。因其1C1軸配置以及水櫃式設計方便前進後退之故，在500型等大型煤水車式車頭陸續引進後，逐漸進入支線服務，在1926年後，有五部配置於基隆，三部留在台中。1937年C12型抵台，400型（當時已改稱C44型）全移往北部，行駛於八堵、宜蘭之間以及平溪線，僅一輛留在高雄（可能用於高雄臨港線、屏東線）。

### 戰後
戰後，由於本身是過熱式中的第一型水櫃式機車，幸運地成的了百位數中的首型機車，在戰後的40年光景中，曾多次出現在平溪線、新店線等北部支線，與C12型（這時已改稱CK120型）同為最佳的支線客貨兩用車。然而，隨著時代變遷，由於本身設計較為老舊，故自民國63年7月起，台鐵電化工程動工後，同年12月1日，CK100型正式退役，結束了將近一甲子的運轉生涯。

## 保存車
民國68年，電化工程竣工，蒸汽火車全數退役，如今只有CK101被選為鐵博館展示車而保存下來，之後就一直停放在嘉義車站旁的扇形車庫內，後來經整修後於民國87年6月9日鐵路節，CK101正式復駛，成為台鐵史上，第一部動態保存的蒸汽機車。